# Alireza Hagigi
Alireza Hagigi (perzsául: علیرضا حقیقی; nemzetközi átiratokban Alireza Haghighi; Teherán, 1988. május 2. –) iráni válogatott labdarúgó, a portugál Penafiel kapusa kölcsönben az orosz Runin Kazanytól.